# Айыр
Айыр (Аир, Монастырское озеро) — озеро в Восточно-Казахстанской области Республики Казахстан.

## География
Расположено на северо-восточном склоне гор Монастыри и Айыртау (1005,9 м), недалеко от автодороги А-350 и села Сартымбет. Располагается на высоте 502,4 м над уровнем моря.

## Гидрология
Питание за счёт жидких осадков, подземных вод и таяния снега весной. Дно твёрдое. Озеро сточное, слабо-солоноватое.

## Фауна
В озере обитают: щука, карп, окунь, плотва.